# Lyceu Paraibano
Lyceu Paraibano é uma escola situada no município de João Pessoa, capital do estado da Paraíba.

## História
O Lyceu foi fundado em 1836. A elite paraibana já não suportava mais deixar a própria terra para concluir seus estudos em Olinda, Recife, Salvador ou mesmo no Rio de Janeiro e São Paulo. Na época, a Parahyba do Norte parecia andar na contramão do ensino. Mas a força propulsora dessa elite já dava sinais de uma verdadeira mudança no sistema de ensino local.
Assim, aos poucos, foram dados os primeiros passos no exercício do ensino secundário. Corria o ano de 1831 quando nasceu a ideia. Cinco anos depois, através da Lei N 11, de 24 de março, foi criado o Lyceu Paraibano, depois que a Assembleia Provincial assumiu a incumbência de agrupar as cadeiras inicialmente criadas, dando-lhes direção única e estabelecendo normas para um melhor funcionamento.
A lei foi assinada pelo então presidente da Assembleia, Frederico Almeida Albuquerque, e pelos primeiro e segundo secretários, respectivamente, Manuel Simplício Jácome Pessoa e Pedro Marinho Falcão. A sanção coube ao vice-presidente em exercício, Manuel Maria Carneiro da Cunha. A partir de então, a Paraíba começava a apresentar sinais de competição com outros mercados e já não precisava mais exportar alunos para os grandes centros.
A história do "Lyceu Paraibano", no passado um colégio de humanidades onde padres-mestres concentravam os ensinamentos em latim e em filosofia, fascina até hoje centenas de pessoas. Já em 1839 – três anos após a sua fundação – o Lyceu Paraibano complementara as cadeiras criadas anteriormente. O Inglês passou a fazer parte da grade curricular. Mais tarde, as cadeiras de Gramática da Língua Nacional e do Comércio. Dez anos depois, com a sua primeira reforma, o colégio já disponibilizara disciplinas como Álgebra, Aritmética, Filosofia Racional, Francês, Geografia, História, Latim, Moral, Poética, Retórica e Trigonometria. Em 1850, Desenho. Naqueles tempos, muito mais do que nos dias atuais, ser aluno da mais tradicional e mais conceituada escola pública da Paraíba era uma honra. O colégio foi por mais de um século a matriz intelectual da Paraíba, na expressão do professor da UFPB José Rafael de Menezes, que publicou em 1983 a obra: História do Lyceu Paraibano. O prédio atual, na avenida Getúlio Vargas, Centro da Capital, foi inaugurado em 1937, pelo governador Argemiro de Figueiredo.
No Lyceu surgiram líderes estudantis que se tornariam grandes homens públicos da Paraíba. O economista Celso Furtado, o presidente  João Pessoa, o ambientalista Lauro Pires Xavier e o poeta Augusto dos Anjos podem ser considerados os mais notáveis nomes do Lyceu Paraibano. Celso Furtado, foi o mais fecundo, o mais internacional dos paraibanos, um cidadão do mundo. Sua obra no campo da economia muito contribuiu e contribuirá ainda para melhor entendermos a política socioeconômica na América Latina e no mundo. Idealizador e primeiro superintendente da Sudene, Celso Furtado, nascido em Pombal, é, para muitos, o paraibano do século. Furtado foi aluno no início da década de 30, mesma época em que freqüentou os bancos do Lyceu o jornalista Ascendino Leite, hoje com cerca de 100 anos. A cantora Elba Ramalho também foi aluna do Lyceu.
Foi através do padre-mestre José Antônio da Silva Lopes que o Conselho Geral da Província tomou conhecimento aos 19 de dezembro de 1832 de um projeto criando o Lyceu Paraibano. Uma dezena de padres-mestres foi responsável pela evolução administrativa da escola, que começou com o padre João do Rego Moura e perdurou até o Monsenhor Odilon Coutinho.
Criado em plena monarquia pela Lei nº11 de 24 de março de 1836, sancionada pelo vice-presidente da Província, Manoel Maria Carneiro da Cunha, a partir de decreto da Assembleia Provincial da Parahyba do Norte.
Durante o Império, foi o principal espaço de instrução e sociabilidade dos filhos das famílias de elite. Foram alunos: Diogo Velho Cavalcanti de Albuquerque, o Visconde de Albuquerque; Silvino Elvídio Carneiro da Cunha, o Barão de Abiaí; Eugênio Toscano de Brito, Antônio Alfredo da Gama e Melo, Manoel Pedro Cardoso Vieira, Leonardo Antunes de Meira Henriques, José Lucas de Souza Rangel, Luís Ferreira Maciel Pinheiro.
Em épocas passadas, no Império e na República Velha praticamente todos os homens públicos na Paraíba marcaram presença no Lyceu Parahybano, como alunos, professores, ou diretores. Alguns se tornariam presidentes do Estado, o primeiro deles foi Antonio Alfredo da Gama e Melo, que governou a Paraíba de 1896 a 1900. Sólon Barbosa de Lucena foi diretor do Lyceu por mais de uma vez, e presidente da Paraíba. Álvaro de Carvalho, que também dirigiu o colégio oficial, governou o Estado, entre 26 de julho e 4 de outubro de 1930. Era o vice do presidente João Pessoa, assassinado no Recife naquele 26 de julho. Álvaro de Carvalho foi liderança intelectual no Lyceu como professor de Línguas, crítico literário, ensaísta.
Também frequentaram o Lyceu como alunos ou professores e tempos depois governaram a Paraíba: Álvaro Lopes Machado; Monsenhor Walfredo Soares dos Santos Leal; João Pereira de Castro Pinto; José Américo de Almeida; Argemiro de Figueiredo, e, ainda, Ruy Carneiro; João Agripino Filho; Ernani Ayres Sátyro e Souza; Dorgival Terceiro Neto, entre outros governadores.
No ano de 1859 o Imperador Dom Pedro II, ao passar pela Província, visitou o Lyceu. Um dia antes havia visitado a cidade de Mamanguape, onde pernoitou em um casarão, hoje Memorial do Imperador. Dom Pedro e sua comitiva viajaram catorze léguas de Mamanguape à Capital, numa viagem de 10 horas, a cavalo.
Em 1852 o poeta maranhense Gonçalves Dias, à época com 29 anos, por determinação do Imperador Dom Pedro II, percorre o Norte do país, inspecionando escolas, primeiramente os Lyceus. O poeta, na condição de inspetor imperial, avaliou o estado da instrução nas Províncias do Norte. Sobre o Lyceu Parahybano ele citou que a escola estava entre as três primeiras do Norte, ao nível do Pará, Ceará e Maranhão, e superado por Bahia e Pernambuco.
No ano de 1873, trinta e sete anos após sua criação, o Lyceu passa a ter exames válidos para os cursos superiores do país, privilégio estabelecido pelo decreto imperial nº 5.429, de 2 de outubro daquele ano. Com a validação dos exames preparatórios o Lyceu passa a receber alunos dos estados do Ceará, Rio Grande do Norte, Alagoas e Pernambuco.
Os exames preparatórios sempre foram rigorosos. Para se ter uma ideia, entre 1894 e 1907, apenas dois alunos concluíram o curso no Lyceu. Em 1892 o Governo realiza modificações curriculares. As cadeiras de Retórica e Filosofia são substituídas por Física e Biologia. O presidente da Paraíba, Álvaro Lopes Machado, em 1895, organiza os gabinetes de Física e Química, com equipamentos importados da Europa. Em 1906 o ex-aluno do Lyceu, Irineu Ferreira Pinto, mesmo não sendo professor da escola oficial, (ensinava em casa), convidou os mestres mais cultos e com eles fundou o Instituto Histórico e Geográfico Paraibano, isto ocorrendo na sala de congregação do Lyceu. Entre os sócios-fundadores: Francisco Seraphico da Nóbrega, então presidente do Lyceu e primeiro presidente do IHGP, Manoel Tavares Cavalcanti, Francisco Xavier Júnior, João de Lyra Tavares, Antonio da Gama e Melo, Matheus de Oliveira, o coronel Francisco Moura, o funcionário Maximiano Lopes Machado e os padres Odilon e Santino Coutinho. O instituto funcionou por dois meses no próprio Lyceu.
No governo Castro Pinto (1912 a 1915), os estudantes do Lyceu, com o apoio do presidente da Paraíba, editaram a revista Lyceum, uma publicação mensal que teve curta duração. O editorial do segundo número assim se expressava: "Esta revista é apenas um meio de que nos valemos para a consecução de um fim superior como seja de, pelo exemplo, pela ação, pelo combate ao analfabetismo, pela divulgação de conhecimentos úteis, por uma espécie de auto-reação quebrarmos os moldes compressores da educação tradicional, ou melhor, reagirmos contra essa tendência morbidamente egotistica do espírito nacional que faz do estômago a finalidade da vida e dos instintos inferiores o ponto de convergência dos esforços individuais nos infautos dias que correm". Os alunos do Lyceu recrutavam-se numa classe de cidadãos abonados, com os senhores de engenhos, os fazendeiros, os comerciantes e os funcionários públicos de categoria. O Lyceu era escola de muita referência naquela época com um nível até considerado de elite. De fato, com a grade curricular e o rigor dos exames, praticamente somente os jovens mais abonados conquistavam uma vaga no colégio porque tinham aulas com professores particulares, antes mesmo do ingresso no Lyceu.
Quanto aos professores, esses tinham capacidade intelectual, eram excelentes educadores. No passado, os professores do Lyceu eram médicos, jornalistas, farmacêuticos, filósofos, historiadores, advogados, dentre outros homens de letras. Era uma universidade provinciana, na expressão do autor de "História do Lyceu Parahybano".
"Por meio século, o Lyceu foi a única instituição cultural capaz de reunir homens de estudos e líderes comunitários letrados, na Província da Parahyba. O que viria a se inaugurar em dimensão cultural teria de contar com o professorado lyceano, em seu ambiente colegiado; e os mandatários, como os altos funcionários do Império, recrutados entre os filhos da terra, estavam obrigatoriamente vinculados ao centro de ensino Secundário", revela José Rafael de Menezes. Entre 1850 e 1929 a sociedade paraibana foi lyceana. Segundo o autor de "História do Lyceu Parahybano", todas as lideranças administrativas 'nasceram' no Lyceu, a exemplo de Diogo Velho Cavalcanti, Felizardo Toscano, Elvídio Carneiro da Cunha, no período da monarquia e depois os republicanos como Cardoso Vieira. Todos na condição de professores ou alunos.
Durante meio século (1880 a 1930), foram criados diversos grêmios estudantis, muitos deles pela comunidade lyceana. Sobre a fundação de um dos principais grêmios, o Grêmio Escolástico parahybano, o jornal A União publicou: "Fundou-se hontem, nesta capital, uma simpática agremiação, entre os alumnos do Lyceu Parahybano, 'cujos fins são; como ficam assente, difundir, por todos os meios possíveis, entre seus membros, o conhecimento das humanidades". Entre 22 e 30 de março de 1936 houve modestas comemorações dos 100 anos do Lyceu. O jornal A União publicou no dia 24 de março daquele ano o que disse o então diretor da escola Matheus de Oliveira, em ato comemorativo: "À margem da data tão cara aos que estimam e servem à Parahyba, rendemos neste momento, merecida homenagem aos docentes do Lyceu, que durante o largo período de cem annos illuminaram os espíritos de tantas gerações".

## Três Alunos Notáveis do Lyceu Paraibano

### Celso Furtado
"No Lyceu Parahybano havia um seminário de confrontação de ideias e recordo-me de que fiz uma conferência, citei Max Beer e outros escritores de esquerda. Os integralistas caíram em cima de mim com críticas acerbas".

A declaração é do economista Celso Furtado, publicada no ano 2000 na revista Celso aos 80, por ocasião do "Seminário Celso Furtado e o Pensamento Latino Americano".
O evento marcou os 80 anos do idealizador da Sudene. Nascido aos 26 de julho de 1920 na cidade de Pombal, Sertão paraibano, Celso Furtado iniciou os estudos secundários no Lyceu Paraibano em 1932, aos doze anos de idade. Ele concluiu os estudos no Recife, no Ginásio Pernambucano, porque naquela época não havia no Lyceu o curso completo. No Lyceu o futuro criador da Sudene aprendeu inglês e francês.

### Lauro Pires Xavier
O ambientalista Lauro Pires Xavier, nascido na cidade de Areia em 1905, que faleceu em João Pessoa, em 1991, foi aluno do Lyceu Paraibano dos mais notáveis na década de 20. Formou-se em Agronomia, no Rio de Janeiro, mas tinha conhecimento sobre diversos campos. Lauro Xavier era naturalista, botânico, ecologista, professor emérito, urbanista, técnico de planejamento, pioneiro de agricultura e criação. Ele contribuiu para a defesa do meio ambiente e a preservação da natureza. Esse lyceano produziu uma extensa bibliografia composta por livro e artigos. O ambientalista publicou mais de 300 artigos em jornais e revistas especializadas, todos sobre agricultura, ecologia e educação.

### Augusto dos Anjos
O poeta Augusto dos Anjos foi aluno do Lyceu e torna-se professor do estabelecimento por dois anos. Foi nomeado professor interino em 1911 para lecionar Literatura. Mas, com pouco tempo como professor, solicitou licença, o que foi negado pelo presidente João Machado. Augusto dos Anjos sentiu-se perseguido e desistiu do Lyceu. Foi novamente dar aulas particulares. Nessas aulas privadas foi um mestre-escola, modesto, esforçado. Nos anos 20, por causa do sucesso de seu livro EU, seus inéditos e suas cartas eram disputados, e era uma glória ter sido aluno do poeta Augusto dos Anjos, uma honra também para o Lyceu.